# Моран Мазор
Моран Мазор (хебр. מורן מזור; Јерусалим, 17. мај 1991) израелска је поп певачица.
У домовини је постала позната након победе у музичком ријалити програму Ејал Голан тражи звезду 2011. године.
У марту 2013. победила је на фестивалу Кдам 2013. (националном избору Израела за Песму Евровизије) и тако постала 36. по реду представница Израела на Песми Евровизије 2013. у Малмеу (Шведска). Песма носи назив Rak bishvilo или Све за њега, певана је на хебрејском језику, композитор је Чен Харари, док је текст написао Гал Сариг.